# Oldtidsgrave i Nysted Landsogn
Det kulturhistoriske Centralregister har 83 poster omhandlende Nysted Landsogn hvis hovedby er Nysted. Af disse vedrører 9 forhold, der ikke er relateret til oldtidsgrave. 7 poster er opført som uidentificerbare. Af de resterende meldes 35 at være forsvundet. Karakteristisk nok var alle de forsvundne grave placeret på steder, hvor der i dag er dyrkede marker. Det efterlader 32 (formodentligt) eksisterende grave fra oldtiden i området. Alle disse skal findes enten i skove eller på uopdyrkede strandområder.
- Det kulturhistoriske Centralregister om Nysted Landsogn (Webside ikke længere tilgængelig)

## Roden Skov
I den sydlige del af Roden Skov ligger en række gravhøje inde i skovbunden.

SB 12 – langdysse

Den mest spektakulære er denne langhøj med 3 synlige gravkamre i toppen.
 
I 1855 er den Synlig og antagelig ubeskadiget. I 1879 beskrives den: Langdysse med tre smaa langagtig firsidede Grave med store Overliggere. Dysse, hvis Retning er Øst-Vest, er stærkt overgroet. Ved den lejlighed blev der tegnet en plan af langdyssen med et længdesnit. 
I 1954 skrives: Langdysse, 22 x 6 m, 1 m høj. 3 aflangt firkantede kamre med store dæksten, alle forskubbet. Randsten: vest 4 (små), syd 10 (store), øst 2, nord 13 (store). træer, i skov. Også i 1977 blev langdyssen besøgt af museumspersonale. 
- SB 12
- SB 12
- SB 12

- Se beskrivelse og kort (Webside ikke længere tilgængelig)

3 rundhøje – SB 13, SB 59 og SB 60

Disse tre grave ligger godt begravet i en granbevoksning og fremtræder i næppe synlig stand.
- SB 13
- SB 59
- SB 60

- Se beskrivelse og kort SB 13 (Webside ikke længere tilgængelig)
- Se beskrivelse og kort SB 59 (Webside ikke længere tilgængelig)
- Se beskrivelse og kort SB 60 (Webside ikke længere tilgængelig)

Langdyssen – SB 14

kan i øjeblikket ses tydeligt i et nyligt skovet område tæt på skovvejen. Træerne på højen står stadig. Randstenene ligger ret uordentligt, men i midten kan lige anes det, der sandsynligvis er et gravkammer.
I 1855 berettes at langdyssen er: Synlig og antagelig ubeskadiget. I 1878 tales om: Levninger af en ødelagt Langdysse i Øst-Ves. I 1954: Langdysse, 24 x 6 m, 1 m høj. I midten spredte sten og lavning efter fjernet kammer. Randsten (små): vest 2, syd 20, øst 2, nord 17. Træer og græs i skov. Dyssen er senest besøgt i 1987.
- SB 14
- SB 14
- SB 14

- Se beskrivelse og kort SB 14 (Webside ikke længere tilgængelig)

Rundhøj fra yngre stenalder eller bronzealder – SB 15

Denne høj ligger også tæt på skovvejen i et område med høje spredte træer. I 1879 er den: Synlig og antagelig ubeskadiget – Paa en lille Høi en aflang, firsidet Sætning af 11 store faste Stene, 18 Fod lang, 11 Fod bred. I 1954 skrives: Høj, 5,50 x 3,50m, med aflangfirkantet stensætning af 12 ret store sten; i vestenden en stor, flad sten. I sydsiden, nær østenden en åbning. Træer, i skov. I 1977 besøgtes højen atter og igen i 1980. 
- SB 15
- SB 15
- SB 15

- Se beskrivelse og kort SB 15 (Webside ikke længere tilgængelig)

Stegens odde – SB 16

- SB 16SB 16

- Se beskrivelse og kort SB 16 (Webside ikke længere tilgængelig)

## Tågense
SB 61 – Holten Strand

Ved Holten, i den østlige ende af det offentlige område, ligger en lille runddysse. Dyssen ligger ganske få meter fra havet og er nærmest forsænket i terrænet. 
- Se beskrivelse og kort (Webside ikke længere tilgængelig)

SB nr.: 27, 28, 29, 30, 31, 65, 66, 67, 68, 69 og 70 mangler

## Ålholm Hestehave
SB 49, 50 og 51 – 3 skjulte høje

I en skovtykning ligger angiveligt SB nr. 49-51 tæt sammen. De fremtræder som lave jordhøje, der næppe kan skelnes fra naturlige forekomster. Nr. 49 kan dog ses på afstand hen over et indhegnet græsningsområde. Alle tre høje registreredes som synlige ved en besigtigelse i november 1984.
- SB 49
- SB 49
- SB 51

- Se beskrivelse og kort SB 49 (Webside ikke længere tilgængelig)
- Se beskrivelse og kort SB 50 (Webside ikke længere tilgængelig)
- Se beskrivelse og kort SB 51 (Webside ikke længere tilgængelig)

SB 52 – Sofiehøj

På et smukt sted tæt på vejen rundt i Hestehaven og med udsigt ud over Østersøen ligger en runddysse, der kaldes ”Sofiehøj”. I beskrivelsen angives den at være uden dæksten, men det har den i dag, så muligvis er højen blevet restaureret. Som den står nu, er den indbegrebet af dansk oldtid.

- SB 52
- SB 52
- SB 52

- Se beskrivelse og kort (Webside ikke længere tilgængelig)

SB 53 – en ødelagt dysse

Tæt på de ovenfor nævnte ligger resterne af en langhøj et stykke inde på græsningsmarken. Lige ved siden af resterne ses et stort hul strøet med store sten. Det er antagelig et vandingshul til kreaturerne og stenene er måske nogle af højens randsten.
 
Om tilstanden i 1879 fortælles:

”Langdysse, tildels udgravet af Lehnsgreven paa Aalholm; selve Høien bestaar af Stene af 6-9 Tommers Tværmaal; Høiden omtrent 5 Fod. I Gravkisten, hvis Retning er Ø-V, laa et Skelet med Hovedet mod Vest; ved det fandtes en større, blot tilhuggen Flintøxe og et Lerkar.”

Ved besigtigelse i 1987 var der kun meget lidt tilbage af højen og i 2008 blev stedet affredet.
- SB 53
- SB 53
- SB 53

- Se beskrivelse og kort (Webside ikke længere tilgængelig)

SB 54 – en rundhøj

Højen ses tydeligt lige ved skovvejen. Der er ingen synlige sten på toppen, men i 1954 var der nogle randsten at se.
- SB 54

- Se beskrivelse og kort (Webside ikke længere tilgængelig)

SB 55 og 56 – 2 sammenbyggede høje

Også denne dobbelthøj ses tydeligt mellem skovvejen og havet. Der er ingen synlige sten på toppen, men i 1954 var der nogle randsten at se.
- SB 55-56
- SB 55-56
- SB 55-56

- Se beskrivelse og kort (Webside ikke længere tilgængelig)

SB 57 – rundhøj

Denne høj ligger inde i skoven, men tæt på den lange gennemskæring fra slottet til havet. Højen er totalt overgroet med brombær og andet krat.
- SB 57

- Se beskrivelse og kort (Webside ikke længere tilgængelig)

SB 57 – rundhøj

Ca. 400 m. syd for SB 55-56 fører en næsten usynlig sti gennem skoven ud til SB 58, der også ligger smukt og tæt på vandet.
- SB 58
- SB 58
- SB 58

- Se beskrivelse og kort (Webside ikke længere tilgængelig)